# Ghost (Zweedse band)

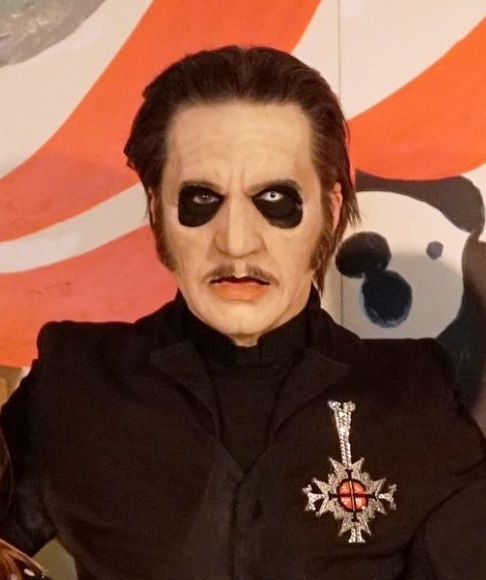
Zanger Cardinal Copia

Ghost is een Zweedse rockband, opgericht in 2006 in Linköping.

## Uitgaven
In 2010 verscheen de eerste single van de band en in de jaren erna volgde een aantal albums. In 2010 verscheen de eerste single Elizabeth. Later dat jaar volgde debuutalbum Opus Eponymous. Het tweede album, Infestissumam, verscheen in 2013 en bereikte de eerste positie in de Zweedse albumhitlijst. In 2015 bracht de band zijn derde album uit: Meliora. Op 1 juni 2018 kwam het vierde album van de band uit: Prequelle. In 2022 kwam het vijfde album uit: IMPERA. Op 25 april 2025 kwam hun zesde album uit: Skeletá.

## Stijl
De band speelt heavy metal, de muziek karakteriseert zich als een mix tussen doom metal, psychedelische rock en hardrock. De teksten van de band zijn gebaseerd op occultisme, satanisme en bekende thriller- en horrorverhalen. Ook zijn er invloeden vanuit de popmuziek, vooral op het album Prequelle.

## Verschijning
Ghost treedt op in een excentrieke stijl waarbij vijf van de zes leden gewaden dragen, terwijl de vocalist een soutane draagt en een doodshoofd op zijn gezicht geverfd heeft. Over de identiteit van de leden wordt zeer geheimzinnig gedaan. De leden van de band worden 'Nameless Ghouls' genoemd, de zanger staat bekend als 'Papa Emeritus'. Papa Emeritus verandert om de zoveel tijd weer van uniform. Na de eerste ingrijpende kostuumwisseling doopte de zanger zich om tot Papa Emeritus II, om zo de suggestie te wekken dat het een andere zanger betreft. Voor het album 'Meliora' uit 2015 onderging hij een nieuwe gedaantewisseling en gebruikt hij de naam Papa Emeritus III.
Op 1 oktober 2017 werd tijdens het laatste optreden van de tour in Göteborg, Papa Emeritus III plotseling door twee mannen hardhandig van het podium gehaald. Hierop verscheen een nieuw karakter ten tonele: Papa Nihil. Hij verklaarde (in het Latijn) dat het feest over was en er een nieuw tijdperk aanbrak: de middeleeuwen. Op 6 april 2018 werd op YouTube bekendgemaakt dat tot ontevredenheid van Papa Nihil de bloedlijn verbroken werd, omdat er verder geen nakomelingen zijn, en Cardinal Copia de nieuwe frontman van Ghost zou worden. Ook zouden de zoons van Papa Nihil (waarmee naar men aanneemt Papa Emeritus I t/m III worden bedoeld) een nieuwe missie krijgen. Toen door Sister Imperator werd meegedeeld aan Papa I, II en III (die overigens gezamenlijk Uno zaten te spelen) dat ze in ere hersteld werden en in vol kostuum weer op tour gingen, werden ze door een Nameless Ghoul vermoord en daarna gebalsemd en in flightcases gestopt zodat ze bij de VIP ervaring opgebaard konden worden en er onder andere selfies mee genomen konden worden.
Op 3 maart 2020 tijdens het laatste concert voor het album 'Prequelle' stortte Papa Nihil tijdens zijn saxofoonsolo ineen. Cardinal Copia werd door nonnen getransformeerd tot Papa Emeritus IV die de nieuwe frontman van Ghost werd.
Op 11 oktober 2015 werd in webzine Lords of Metal het vermoeden geuit dat Papa Emeritus III mogelijk Tobias Forge van de Zweedse band Magna Carta Cartel is. Later werd dit ook bevestigd door de band zelf.

## Rechtszaak
In 2017 kreeg frontman Forge te maken met een aanklacht van vier oud-bandleden. Volgens hen waren zij niet genoeg betaald voor hun diensten aan de band. Ze eisten een bedrag van 200.000 Zweedse kronen (ongeveer 21.000 euro). Anderhalf jaar later besloot de rechtbank in Linköping echter de zaak niet in behandeling te nemen. Door de rechtszaak werd de identiteit bekend van een aantal Nameless Ghouls: Simon Söderberg, Mauro Rubino, Hendrik Palm en Martin Hjertstedt.

## Ghost en Ghost B.C.
Om juridische redenen heette de band in de Verenigde Staten van 2013 tot 2015 Ghost B.C..

## Prijzen
In 2016 won de band een Grammy voor het nummer Cirice als Best Metal Performance 2016.

## Discografie

### Albums
| Album met eventuele hitnotering(en) in de Nederlandse Album Top 100 | Datum van verschijnen | Datum van binnenkomst | Hoogste positie | Aantal weken | Opmerkingen |
| ------------------------------------------------------------------- | --------------------- | --------------------- | --------------- | ------------ | ----------- |
| Opus Eponymous                                                      | 18-10-2010            | -                     |                 |              |             |
| Infestissumam                                                       | 10-04-2013            | -                     |                 |              |             |
| Meliora                                                             | 21-08-2015            | 29-08-2015            | 6               | 5            |             |
| Ceremony & Devotion                                                 | 08-12-2017            | -                     |                 |              | Livealbum   |
| Prequelle                                                           | 01-06-2018            | 09-06-2018            | 14              | 3            |             |
| Impera                                                              | 19-03-2022            | 23-04-2022            | 2               | 4            |             |
| Skeletá                                                             | 25-04-2025            | 03-05-2025            | 2               | 1            |             |

| Album met hitnotering(en) in de Vlaamse Ultratop 200 albums | Datum van verschijnen | Datum van binnenkomst | Hoogste positie | Aantal weken | Opmerkingen |
| ----------------------------------------------------------- | --------------------- | --------------------- | --------------- | ------------ | ----------- |
| Opus Eponymous                                              | 18-10-2010            | -                     |                 |              |             |
| Infestissumam                                               | 10-04-2013            | 25-05-2013            | 189             | 3            |             |
| Meliora                                                     | 21-08-2015            | 29-08-2015            | 21              | 43           |             |
| Ceremony & Devotion                                         | 08-12-2017            | 27-01-2018            | 71              | 8            | Livealbum   |
| Prequelle                                                   | 01-06-2018            | 09-06-2018            | 4               | 57           |             |
| Impera                                                      | 11-03-2022            | 19-03-2022            | 2               | 13           |             |
| Phantomime                                                  | 19-05-2023            | 27-05-2023            | 10              | 6            | EP          |
| Rite Here Rite Now                                          | 26-07-2024            | 03-08-2024            | 17              | 3            | Soundtrack  |
| Skeletá                                                     | 25-04-2025            | 03-05-2025            | 1               | 4            |             |

### Ep's
| Jaar | album                                                      |
| ---- | ---------------------------------------------------------- |
| 2013 | If You Have Ghost - Uitgave: 20 november 2013              |
| 2016 | Popestar - Uitgave: 16 september 2016                      |
| 2019 | Seven Inches of Satanic Panic - Uitgave: 13 september 2019 |
| 2023 | Phantomime - Uitgave: 19 mei 2023                          |

### Livealbums
| Jaar | album                                            |
| ---- | ------------------------------------------------ |
| 2017 | Ceremony and Devotion - Uitgave: 8 december 2017 |
| 2024 | Rite Here Rite Now - Uitgave: 26 juli 2024       |

### Singles
| Single met hitnotering(en) in de Vlaamse Ultratop 50 | Datum van verschijnen | Datum van binnenkomst | Hoogste positie | Aantal weken | Opmerkingen |
| ---------------------------------------------------- | --------------------- | --------------------- | --------------- | ------------ | ----------- |
| From The Pinnacle To The Pit                         | 2016                  | 30-01-2016            | tip             |              |             |
| Rats                                                 | 2018                  | 05-05-2018            | tip24           |              |             |
| Dance Macabre                                        | 2018                  | 22-09-2018            | tip7            |              |             |
| Faith                                                | 2019                  | 16-02-2019            | tip             |              |             |
| Kiss The Go-Goat                                     | 2019                  | 021-09-2019           | tip32           |              |             |

## Hitlijsten

### De Zwaarste Lijst
| Nummer                       | '09* | '10* | '11* | '12* | '13 | '14 | '15 | '16 | '17 | '18 | '19 | '20 | '21 | '22 | '23 | '24 | '25 |
| ---------------------------- | ---- | ---- | ---- | ---- | --- | --- | --- | --- | --- | --- | --- | --- | --- | --- | --- | --- | --- |
| From the Pinnacle to the Pit | -    | -    |      | -    | -   | -   | -   | 61  | 65  | 61  | -   | -   | -   | -   | -   | -   | -   |
| Rats                         | -    | -    |      | -    | -   | -   | -   | -   | -   | -   | 63  | -   | -   | -   | -   | -   | -   |

- Tot 2012 had de Zwaarste Lijst 70 plaatsen. Dit werd vanaf 2013 verminderd tot 66. In 2021 en 2022 bevatte de lijst 666 plaatsen.